# Lordhowea nesiota
Lordhowea nesiota är en spindelart som beskrevs av Griswold 200. Lordhowea nesiota ingår i släktet Lordhowea och familjen Cyatholipidae. Inga underarter finns listade i Catalogue of Life.